# 新飯田宏
新飯田 宏（にいだ ひろし、1931年1月31日 - ）は、日本の経済学者。横浜国立大学名誉教授。

## 来歴
東京府生まれ。1955年横浜国立大学経済学部卒。1960年東京大学大学院経済学研究科社会科学研究科理論経済学専攻博士課程単位取得満期退学。1962年博士論文「市場の連関性と価格変動の研究 レオンティエフ型モデルの適用について」を東京大学に提出し経済学博士の学位を取得。
1960年埼玉大学文理学部専任講師、1962年埼玉大学助教授に昇格。1964年学習院大学経済学部助教授。同年、フルブライト奨学生としてハーバード大学へ留学。1969年横浜国大経済学部助教授、1973年横浜国立大学教授に昇格。1986年横浜国立大学経済学部長、1995年放送大学客員教授、1996年横浜国立大学定年退官し名誉教授の称号を得る。1996年放送大学教養学部教授に就任、放送大学神奈川学習センター長（2000年～2001年）、2001年放送大学を定年退職し関東学院大学経済学部教授に就任。2007年関東学院大学を定年退職。

## 著書

### 単著
- 『産業連関分析入門』（東洋経済新報社、1978年）
- 『インフレーション』（日本経済新聞社、1980年)
- 『国際経済の読み方』（東洋経済新報社、1988年）
- 『経済学入門：ミクロ・マクロ経済学へ』（放送大学、2000年）
- 『現代経済学』（放送大学、2001年）
- 『回顧歩みのあと：学術研究・国際交流・政策提言の場』（港の人、2008年）

### 共著
- （館竜一郎・小宮隆太郎）『日本の物価問題』（東洋経済新報社、1964年）
- （新開陽一・根岸隆）『近代経済学：経済分析の基礎理論』（有斐閣、1972年／新版1987年）
- （伊東光晴）『現代経済学：その現状と展望』（日本評論社、1980年）

### 共編著
- （小野旭）『日本の産業組織』（岩波書店、1969年）
- （新開陽一）『インフレーション』（日本経済新聞社〈リーディングス・日本経済論〉、1974年）
- （小野旭・大山道広）『テキスト日本経済』（有斐閣、1982年）
- （南部鶴彦・後藤晃）『日本経済の構造変化と産業組織』（東洋経済新報社、1987年）
- （嘉治元郎）『現代の経済学』（放送大学、1996年）
- （道家達将）『地球環境を考える』（放送大学、1999年）

### 翻訳
- S.ヴァイダ『ゲーム理論と線型計画』（坂下昇共訳、紀伊国屋書店、1959年）
- W・レオンチェフ『産業連関分析』（岩波書店、1969年）
- ロバート・ドーフマン『価格と市場』（西川俊作共訳、東洋経済新報社〈現代経済学叢書〉、1972年）
- M.フリードマン・N.カルドア・R.M.ソロー『インフレーションと金融政策』（日本経済新聞社、1972年）

## 参考
- “新飯田宏（にいだ ひろし）教授略歴” (PDF).   関東学院大学. 2011年7月8日閲覧。